# キッズ (テイク・ザットの曲)
「キッズ」（"Kidz"）はイギリスのポップ・グループ、テイク・ザットのシングルである。リード・ボーカルはマーク・オーエンとゲイリー・バーロウ。2010年11月15日に発売されたアルバム『プログレス』の4曲目として、2011年2月20日よりイギリスでデジタル・ダウンロード版が、2月21日にシングルが、3月8日にヨーロッパでデジタル・ダウンロード版がそれぞれ発売された。

## 背景
2010年12月12日にXファクター第7シリーズ最終回で『プログレス』からのセカンドシングルが「キッズ」になることを初めて明らかにした。
だが実際に歌ったのは「ザ・フラッド」であった。これは司会者のサイモン・コーウェルが、機動隊に扮したバックダンサーが登場するパフォーマンスは当時盛んだった大学の授業料引き上げに対する学生たちの暴動に影響を与えかねないと感じたからだった。
2011年1月12日に正式にセカンドシングルとして発表、2月7日には公式サイトにシングル・アートワークが掲載された。当初シングルは2月28日にリリース予定だったが、2月21日に前倒しされている。
B面収録の「ロケット・シップ」はゲイリー・バーロウがリード・ボーカルを担当。デジタル・ダウンロード版にはハワード・ドナルドによる「キッズ」のリミックス版「リヴェンジ・オブ・ザ・キッズ」が収録されている。
2011年のブリット・アワードに出演した際、本曲を歌って授賞式のオープニングを飾った。

## ミュージックビデオ
ビデオは2011年2月にブルガリアで撮影された。2011年2月27日8時（イギリス時間）に公式iTunesアプリケーション上で公開された。
ビデオではメンバーは様々な時代の戦争を制した英雄たちの衣装をそれぞれ纏っている。映像はテレビを見つめる少年の姿から始まり、その映像が迎撃態勢の軍の様子に切り替わった後ジェイソン・オレンジが「プログレス」という名の書かれた宇宙船の中から地球を見下ろしているところで曲が始まる。マーク・オーウェンが歌い始め、彼の笑みが世界中に速報として放送される間に、武装した軍隊が続々と集結し宇宙船の来訪を待ち構えている。
宇宙船は“TT”のロゴの影を地上に落とし、船内ではゲイリー・バーロウが船長としてメンバーを集めコンテナに乗り込み地上へと降り立つ。コンテナが開かれ5人が取り囲んだ軍隊に向かい歩くと最初にテレビを見ていた少年が彼らにカメラを向け、それを受けメンバーは肩を組みポーズを取る。地球を離れる「プログレス」の背後、地上では人々が曲に合わせて踊っている。

## トラックリスト
- デジタル・ダウンロード[6]

1. "Kidz" – 4:36
2. "Rocket Ship" – 4:56
3. "Revenge Of The Kidz" – 6:12

- UK CD シングル[7]

1. "Kidz" – 4:44
2. "Rocket Ship" – 4:56

- UK プロモーション・シングル[8]

1. "Kidz" (Radio Edit) – 3:34
2. "Kidz" (Instrumental) – 4:45

- iTunes エクスクルーシヴ[9]

1. "Kidz" (Live From The O2) – 4:25

## チャート
| チャート (2011)                               | 最高 順位 |
| --------------------------------------------- | --------- |
| オーストリア（Ö3 Austria Top 75）             | 58        |
| ベルギー（Ultratip Flanders）                 | 27        |
| デンマーク（(Tracklisten ）                   | 12        |
| ヨーロッパ（100 Singles）                     | 9         |
| ドイツ（Media Control AG）                    | 20        |
| ハンガリー（Rádiós Top 40）                   | 8         |
| アイルランド（IRMA）                          | 45        |
| イタリア（FIMI）                              | 18        |
| ポーランド（ZPAV）                            | 3         |
| スコットランド（The Official Charts Company） | 22        |
| 韓国（ガオンチャート）                        | 83        |
| イギリス（全英シングルチャート）              | 28        |